# Steinkisten von Wallmow
Die Steinkisten von Wallmow waren zwei Steinkistengräber der jungsteinzeitlichen Trichterbecherkultur (TBK) bei Wallmow, einem Ortsteil von Carmzow-Wallmow im Landkreis Uckermark (Brandenburg). Sie wurden in der ersten Hälfte des 20. Jahrhunderts zerstört.

## Lage
Die Steinkiste 1 lag nördlich von Wallmow in der Nähe des Vorwerks Alwinenhof. Der Standort der zweiten Steinkiste ist nicht überliefert.
Aus der Umgebung von Wallmow sind mehrere weitere Gräber der Jungsteinzeit bekannt. Nach Leopold von Ledebur befanden sich auf dem höchsten Punkt der Feldmark Wallmow, was den südlich gelegenen Rollbergen entspricht, drei offenbar künstliche Hügel, die um 1845 noch weitgehend unberührt waren und vermutlich Großsteingräber enthielten. Ein 1934 zerstörtes Steinpackungsgrab könnte nach Eberhard Kirsch wegen der ähnlichen Lagebeschreibung nahe der Wegkreuzung Schwaneberg–Grenz und Wallmow–Rollberg mit den bei von Ledebur beschriebenen Anlagen identisch sein. An Lesefunden sind eine oder zwei Amazonenäxte bekannt.

## Beschreibung

### Steinkiste 1
Die vor 1909 zerstörte Anlage besaß eine Hügelschüttung, die in 1,5 m Tiefe eine steinerne Grabkammer barg. Ausrichtung und Maße der Kammer sind nicht überliefert. Es wurden menschliche Knochen sowie fünf Feuersteingeräte gefunden. Bei letzteren handelt es sich um drei Beile und zwei Meißel. Sie sind der jüngeren Trichterbecherkultur bzw. der Kugelamphoren-Kultur zuzuordnen und befinden sich heute im Museum von Prenzlau.

### Steinkiste 2
Das 1932/33 zerstörte Grab bestand aus Steinplatten. Ausrichtung, Maße und Form sind nicht überliefert. Es wurden menschliche Knochen und unverzierte Keramikscherben gefunden. Letztere gelangten in Privatbesitz und sind heute verschollen. Die kulturelle Zuordnung ist anhand dieser Angaben schwierig. Eberhard Kirsch hält eine Zuordnung zur Trichterbecherkultur für denkbar.